# Rio Fardes
O rio Fardes é um pequeno rio do sul da província de Granada, em Espanha, que, ao confluir com o rio Guardal, dá origem ao rio Guadiana Menor, pertencente à bacia hidrográfica do Guadalquivir.
Nasce na Serra de Huétor (Granada), mais precisamente no município de Huétor Santillán. No seu curso se encontra a barragem de Abellán.